# Михановичский сельсовет
Михановичский сельсовет (бел. Мі́ханавіцкі сельсавет; до 1981 года — Койковский) — административно-территориальная единица на территории Минского района Минской области Республики Беларусь. Административный центр — агрогородок Михановичи.

## История
В 2009 году посёлок Михановичи преобразован в агрогородок, в 2010 году деревня Чуриловичи преобразована в агрогородок. 
18 августа 2017 года на территории Михановичского сельсовета Минского района Минской области образован посёлок Дачный. Посёлок отнесён к категории сельского населённого пункта. 

## Состав
Михановичский сельсовет включает 14 населённых пунктов:
- Алексеевка — деревня.
- Березина — деревня.
- Бордиловка  — деревня.
- Гребенка — деревня.
- Дубовый Лес — деревня.
- Кайково  — деревня.
- Калинино — деревня.
- Котяги — деревня.
- Михановичи — деревня.
- Михановичи — агрогородок[1].
- Пересека — деревня.
- Плебанцы — деревня.
- Серафимово — деревня.
- Чуриловичи — агрогородок[2].
- Дачный — поселок.